# Allerton (Illinois)
Allerton è un villaggio degli Stati Uniti d'America, situato nello Stato dell'Illinois, diviso tra la contea di Vermilion e la contea di Champaign.